# Раммель, Кристиан
Кристиан Раммель (норв. Kristian Rammel; род. 7 февраля 1995)  — норвежский гандболист, выступает за датский клуб «Aarhus Håndbold.

## Карьера

#### Клубная карьера
Кристиан Раммель выступал за молодёжный клуб Колботн. Кристиан Раммель воспитанник клуба Баккелаге Гандбол. Дебют Кристиана Раммеля в профессиональном клубе Баккелаге Гандбол произошёл 31 августа 2013 года в матче против Фйеллхаммер в кубке НМ. Дебютировал Кристиан Раммель в чемпионате Норвегии 9 октября 2013 года, в матче против Фюлленген (Берген) и в матче Раммель забросил 1 мяч. Всего в дебютном сезоне, Кристиан Раммель в чемпионате Норвегии сыграл 18 матчей и забросил 35 мячей. По итогам чемпионата Норвегии, Кристиан Раммель стал восьмым в команде Баккелаге Гандбол по числу мячей. В 2018 году Кристиан Раммель перешёл в датский клуб «Aarhus Håndbold.

## Статистика
- Статистика указана в регулярном чемпионате и Sluttspillvinner

| Сезон    | Клуб              | Лига               | Матчи | Голы   | Голы   | Голы  |
| Сезон    | Клуб              | Лига               | Матчи | С игры | 7-метр | Всего |
| -------- | ----------------- | ------------------ | ----- | ------ | ------ | ----- |
| 2016/17* | Бэккелаге Гандбол | GRUNDIGligaen menn | 24    | 71     | 0      | 71    |
| 2017/18  | Бэккелаге Гандбол | GRUNDIGligaen menn | 21    | 57     | 0      | 57    |